# Án lệ 11/2017/AL
Án lệ 11/2017/AL về công nhận hợp đồng thế chấp quyền sử dụng đất mà trên đất có tài sản không thuộc sở hữu của bên thế chấp là án lệ công bố thứ 11 thuộc lĩnh vực dân sự của Tòa án nhân dân tối cao tại Việt Nam, được Hội đồng Thẩm phán Tòa án nhân dân tối cao thông qua, Chánh án Tối cao Nguyễn Hòa Bình ra quyết định công bố ngày 28 tháng 12 năm 2017 và có hiệu lực cho tòa án các cấp trong cả nước nghiên cứu, áp dụng trong xét xử từ ngày 15 tháng 2 năm 2018. Án lệ 11 dựa trên nguồn là Quyết định giám đốc thẩm số 01 ngày 1 tháng 3 năm 2017 của Hội đồng Thẩm phán Tòa án nhân dân tối cao về vụ án kinh doanh, thương mại tranh chấp tranh chấp về hợp đồng tín dụng tại Hà Nội, nội dung án lệ xoay quanh thế chấp quyền sử dụng đất; mảnh đất có tài sản của người khác; công nhận hợp đồng thế chấp quyền sử dụng đất; thỏa thuận xử lý tài sản thế chấp; và ưu tiên nhận chuyển nhượng.
Trong vụ việc, nguyên đơn là Ngân hàng A khởi kiên bị đơn là Công ty B về vấn đề thu hồi nợ gốc, lãi của nợ gốc, lãi suất quá hạn, lãi suất chậm trả trong hợp đồng tín dụng đã ký kết của hai bên. Vấn đề phát sinh là hợp đồng thế chấp, khế ước nhận nợ, thủ tục bảo đảm tài sản thế chấp; đặc biệt là sự xung đột, không nhất trí của người sở hữu, người có liên quan trong nhà đất được thế chấp giữa việc đồng ý và phủ nhận thế chấp. Từ đây, vụ án được chọn làm án lệ để xác định việc công nhận thế chấp đối với tài sản là nhà đất có phân biệt trong quyền sử dụng, quyền sử hữu các phần riêng biệt.

## Tóm lược vụ án
Tại Hà Nội, Ngân hàng Thương mại cổ phần A (gọi tắt: Ngân hàng A) và Công ty trách nhiệm hữu hạn B (gọi tắt: Công ty B) ký kết với nhau hai giao dịch dân sự là hợp đồng tín dụng gồm Hợp đồng tín dụng số 1702-LAV-200800142 năm 2008 (gọi tắt: Hợp đồng tín dụng thứ nhất) và Hợp đồng tín dụng số 1702-LAV-200900583 năm 2009 (gọi tắt: Hợp đồng tín dụng thứ hai). Trong Hợp đồng tín dụng thứ nhất, Công ty B thế chấp bằng quyền sử dụng đất, quyền sở hữu nhà đối với một mảnh đất thuộc gia đình vợ chồng Trần Duyên H và Lưu Thị Minh N cùng 16 người con; trong Hợp đồng tín dụng thứ hai, Công ty B thế chấp bằng các lô hàng là ô tô nhập khẩu thuộc sở hữu của công ty.
Vấn đề xảy ra chủ yếu ở thế chấp nhà đất ở Hợp đống tín dụng thứ nhất, khi mà vợ chồng Trần Duyên H và Lưu Thị Minh N cùng Công ty B đồng ý với khoản thế chấp này, nhưng trong số những người con đang sinh sống trong mảnh đất, có tạo lập nhà đã không đồng ý và phản đối thế chấp. Một khi Công ty B không thể trả nợ gốc và lãi cho ngân hàng, thì mảnh đất và ngôi nhà đang sinh sống sẽ bị phát mãi theo quy phạm pháp luật. Vụ án diễn biến qua xét xử sơ thẩm tại Tòa án nhân dân thành phố Hà Nội, phúc thẩm tại Tòa Phúc thẩm Tòa án nhân dân tối cao tại Hà Nội rồi giám đốc thẩm tại Hội đồng Thẩm phán Tòa án nhân dân tối cao mới đi đến nhận định cuối cùng, rồi tiếp tục quay trở về với phúc thẩm lại.

## Tranh tụng

### Nguyên đơn

#### Tín dụng thứ nhất
Tại đơn khởi kiện và các lời khai tại Tòa án, nguyên đơn Ngân hàng A trình bày rằng: ngày 16 tháng 6 năm 2008, Ngân hàng A và Công ty B ký hợp đồng tín dụng thứ nhất. Theo đó, ngân hàng cho Công ty B vay 10 tỷ đồng và/hoặc bằng ngoại tệ tương đương. Mục đích cấp tín dụng để bổ sung vốn lưu động phục vụ kinh doanh theo nghề đăng ký của Công ty B. Thực hiện hợp đồng, ngân hàng đã giải ngân tổng cộng 3.066.191.933 đồng cho Công ty B theo các hợp đồng tín dụng kiêm khế ước nhận nợ. Tính đến ngày 5 tháng 10 năm 2011, Công ty B còn nợ gốc và lãi của ba khế ước là 4.368.570.503 đồng (trong đó nợ gốc là 2.943.600.000 đồng, nợ lãi là 1.424.970.503 đồng).
Tài sản bảo đảm cho khoản vay nêu trên là nhà, đất [thửa đất số 43, tờ bản đồ số 5I-I-33 (1996)] tại số 432, tổ 28, phường E, quận Cầu Giấy, thành phố Hà Nội thuộc quyền sở hữu và sử dụng của Trần Duyên H và Lưu Thị Minh N, do hai người thế chấp theo hợp đồng thế chấp quyền sử dụng đất và tài sản gắn liền với đất ngày 11 tháng 6 năm 2008. Hợp đồng thế chấp này được Phòng công chứng số 6 thành phố Hà Nội công chứng ngày 11 tháng 6 năm 2008 và Sở Tài nguyên và Môi trường thành phố Hà Nội chứng nhận đăng ký giao dịch bảo đảm cùng ngày.

#### Tín dụng thứ hai
Ngày 30 tháng 10 năm 2009, ngân hàng và Công ty B tiếp tục ký hợp đồng tín dụng thứ hai. Theo đó, ngân hàng cho Công ty B vay 180.000 USD. Mục đích vay để thanh toán tiền vận chuyển hàng hóa lô hàng xuất khẩu; thời hạn vay 09 tháng; lãi suất vay 5,1%/năm; lãi suất quá hạn bằng 150%. Thực hiện hợp đồng, ngân hàng đã giải ngân đủ số tiền vay 180.000 USD cho Công ty B. Công ty B mới trả cho ngân hàng số tiền nợ gốc là 100.750 USD và số nợ lãi là 1.334,50 USD. Tính đến ngày 5 tháng 10 năm 2011, Công ty B còn nợ gốc là 79.250 USD và nợ lãi là 16.879,69 USD. Tổng cộng cả nợ gốc và lãi là 96.120,69 USD.
Tài sản bảo đảm cho khoản vay của hợp đồng tín dụng thứ hai gồm: lô hàng 19 xe ô tô tải thành phẩm trọng tải 1,75 tấn hiệu JMP mới 100% trị giá 2.778.750.000 đồng (do Công ty B lắp ráp theo phương thức hàng để kho đơn vị, ngân hàng giữ giấy chứng nhận đăng kiểm chất lượng xe xuất xưởng) do Công ty B thế chấp theo hợp đồng thế chấp 219 ngày 29 tháng 10 năm 2009. Hợp đồng thế chấp này được đăng ký giao dịch bảo đảm tại Cục Đăng ký giao dịch bảo đảm thành phố Hà Nội ngày 2 tháng 11 năm 2009. Số dư tài khoản tiền gửi kỳ hạn ba tháng trị giá 1,62 tỷ đồng do ngân hàng phát hành. Do Công ty B đã thực hiện được một phần nợ vay nên ngân hàng đã giải chấp số tiền 1,62 tỷ đồng tiền gửi trong tài khoản tiết kiệm của Công ty B, tương ứng với số nợ đã thanh toán.

#### Yêu cầu
Tại phiên tòa sơ thẩm, đại diện ngân hàng xác nhận: đối với khoản vay 180.000 USD, Công ty B đã trả xong nợ gốc; chỉ còn lại nợ lãi là 5.392,81 USD; tài sản bảo đảm là 19 xe ô tô, hiện đã bán 18 chiếc, còn lại một chiếc; đề nghị Tòa án cho xử lý nốt chiếc xe còn lại để thu hồi nợ vay còn thiếu. Ngân hàng yêu cầu Tòa án buộc: Công ty B thanh toán số nợ gốc và lãi bằng Việt Nam đồng của Hợp đồng tín dụng thứ nhất là 4.368.570.503 đồng; thanh toán 5.392,81 USD nợ lãi bằng USD của Hợp đồng tín dụng thứ hai. Trong trường hợp, Công ty B không thanh toán hoặc thanh toán không đủ đề nghị Tòa án phát mãi tài sản thế chấp là: quyền sở hữu nhà và quyền sử dụng đất ở tại số 432, tổ 28, thành phố Hà Nội thuộc quyền sở hữu và sử dụng của Trần Duyên H và Lưu Thị Minh N; một xe ô tô tải thành phẩm, trọng tải 1,75 tấn, hiệu JMP mới 100% do Công ty B lắp ráp theo Hợp đồng thế chấp tài sản 219.

### Bị đơn và bên thứ ba
Đại diện bị đơn là Trần Lưu H1, Tổng Giám đốc Công ty B trình bày rằng: bị đơn thừa nhận số tiền nợ gốc, lãi và tài sản thế chấp như ngân hàng trình bày nhưng đề nghị ngân hàng cho trả nợ dần.
Người có quyền lợi, nghĩa vụ liên quan là vợ chồng Trần Duyên H và Lưu Thị Minh N trình bày rằng: ông bà thừa nhận ký hợp đồng thế chấp nhà, đất số 432 nêu trên để bảo đảm cho khoản vay tối đa là 3,0 tỷ đồng của Công ty B. Hợp đồng thế chấp được công chứng và đăng ký giao dịch bảo đảm. Gia đình ông bà cũng đã hỗ trợ công ty trả được gần 600 triệu đồng cho khoản vay có tài sản thế chấp là nhà và đất của ông bà. Ông, bà đề nghị ngân hàng gia hạn khoản nợ của Công ty B để công ty có thời gian phục hồi sản xuất, thu xếp trả nợ cho ngân hàng; đề nghị Tòa án không triệu tập các con trai, con dâu, con gái và con rể của ông bà đến Tòa án làm việc.
Đương sự liên quan là Trần Lưu H2 thay mặt cho những người con, cháu của vợ chồng Trần Duyên H, Lưu Thị Minh N đang sống tại nhà, đất số 432 trình bày rằng: cuối năm 2010, anh mới biết bố mẹ anh thế chấp nhà đất của gia đình đang ở để bảo đảm cho khoản vay của Công ty B. Sau khi bố mẹ được cấp giấy chứng nhận quyền sở hữu nhà ở và quyền sử dụng đất ở năm 2000, Trần Lưu H2 và Trần Minh H đã bỏ tiền ra xây dựng thêm một ngôi nhà 3,5 tầng trên đất và 16 người trong gia đình hiện đang ở tại nhà, đất số 432 nêu trên. Khi ký hợp đồng thế chấp, ngân hàng không hỏi ý kiến các anh và những người đang sinh sống tại nhà, đất này. Do đó, anh đề nghị Tòa án không công nhận hợp đồng thế chấp và xem xét số tiền 550 triệu đồng mà anh em các anh đóng góp vào trả nợ cho Công ty B theo hợp đồng tín dụng có tài sản bảo đảm là nhà, đất số 432 nêu trên nhưng ngân hàng tự ý trừ vào khoản vay ngoại tệ có tài sản bảo đảm là 19 xe ô tô là không đúng.

## Xét xử

### Sơ thẩm
Ngày 24 tháng 9 năm 2013, phiên sơ thẩm diễn ra tại trụ sở tòa ở số 43 đường Hai Bà Trưng, phường Trần Hưng Đạo, quận Hoàn Kiếm, Toà án nhân dân thành phố Hà Nội quyết định: chấp nhận yêu cầu khởi kiện của Ngân hàng A đối với Công ty B. Buộc bị đơn phải thanh toán trả cho Ngân hàng A A số tiền còn nợ của Hợp đồng tín dụng thứ nhất, bao gồm: nợ gốc là 2.813.600.000 đồng; nợ lãi trong hạn là 2.080.977.381 đồng; nợ lãi quá hạn tính đến ngày 23 tháng 9 năm 2013 là 1.036.575.586 đồng; tiền lãi phạt chậm trả tính đến ngày 23 tháng 9 năm 2013 là 123.254.156 đồng; tổng cộng: 6.054.407.123 đồng. Buộc bị đơn phải thanh toán số tiền còn nợ của Hợp đồng tín dụng thứ hai, gồm số tiền nợ lãi quá hạn là 5.392,81 USD.
Trong trường hợp bị đơn không trả nợ hoặc trả không đủ số tiền còn nợ của Hợp đồng tín dụng thứ nhất, thì Ngân hàng A quyền yêu cầu Cục Thi hành án dân sự thành phố Hà Nội xử lý tài sản bảo đảm theo quy định của pháp luật là quyền sở hữu nhà và quyền sử dụng đất tại thửa số 43 để thu hồi nợ. Trường hợp bị đơn không trả nợ hoặc trả không đủ số tiền nợ của Hợp đồng tín dụng thứ hai thì Ngân hàng A có quyền yêu cầu Cục Thi hành án dân sự thành phố Hà Nội xử lý tài sản bảo đảm là chiếc xe ô tô tải như trình bày trên để thu hồi nợ. Ngoài ra, Tòa án cấp sơ thẩm còn quyết định về án phí, quyền kháng cáo của các đương sự theo quy định của pháp luật.

### Phúc thẩm
Ngày 7 tháng 7 năm 2014, phiên phúc thẩm diễn ra tại trụ sở tòa ở ngõ 02 phố Tôn Thất thuyết, phường Yên Hoà, quận Cầu Giấy, Tòa Phúc thẩm Tòa án nhân dân tối cao tại Hà Nội quyết định: giữ nguyên quyết định của bản án sơ thẩm năm 2013 của Tòa án nhân dân thành phố Hà Nội về hợp đồng tín dụng, về các khoản tiền vay và tiền Công ty B phải trả Ngân hàng A; hủy phần quyết định của bản án sơ thẩm về phần hợp đồng thế chấp, bảo đảm của người thứ ba. Cụ thể: hủy phần quyết định về hợp đồng thế chấp quyền sử dụng đất và tài sản gắn liền với đất của người thứ ba (nhà đất số 432) ký ngày 11 tháng 6 năm 2008 tại Phòng công chứng số 6 thành phố Hà Nội và đăng ký tài sản bảo đảm tại Sở Tài nguyên và Môi trường thành phố Hà Nội ngày 11 tháng 6 năm 2008.
Giao hồ sơ vụ án về Tòa án nhân dân thành phố Hà Nội để xác minh, thu thập chứng cứ và xét xử lại, xác định phần tài sản hợp pháp thuộc sở hữu của Trần Duyên H, Lưu Thị Minh N làm tài sản thế chấp bảo đảm cho Công ty B đối với khoản tiền vay ở Ngân hàng A theo Hợp đồng tín dụng thứ nhất. Ngoài ra, Tòa án cấp phúc thẩm còn quyết định về án phí.

### Kháng nghị
Sau khi xét xử phúc thẩm, Ngân hàng A, Tòa án nhân dân thành phố Hà Nội có văn bản đề nghị xem xét lại bản án phúc thẩm theo thủ tục giám đốc thẩm. Ngày 12 tháng 4 năm 2016, Chánh án Tòa án nhân dân tối cao Trương Hòa Bình kháng nghị bản án kinh doanh, thương mại phúc thẩm năm 2014 của Tòa Phúc thẩm Tòa án nhân dân tối cao tại Hà Nội. Đề nghị Hội đồng Thẩm phán Tòa án nhân dân tối cao hủy bản án kinh doanh, thương mại phúc thẩm nêu trên và bản án kinh doanh, thương mại sơ thẩm của Tòa án nhân dân thành phố Hà Nội; giao hồ sơ vụ án cho Tòa án nhân dân thành phố Hà Nội xét xử sơ thẩm lại theo đúng quy định của pháp luật.

## Giám đốc thẩm
Ngày 1 tháng 3 năm 2017, với yêu cầu kháng nghị của Chánh án Tối cao và sự nhất trí của Viện Kiểm sát, Hội đồng Thẩm phán tối cao đã mở phiên xét xử giám đốc thẩm tại trụ sở tòa ở số 48 đường Lý Thường Kiệt, phường Trần Hưng Đạo, quận Hoàn Kiếm, Hà Nội. Tại phiên tòa giám đốc thẩm, đại diện Viện kiểm sát nhân dân tối cao đề nghị Hội đồng Thẩm phán Tòa án nhân dân tối cao chấp nhận kháng nghị của Chánh án Tòa án nhân dân tối cao huỷ bản án phúc thẩm nêu trên và hủy bản án dân sự sơ thẩm nêu trên.

### Nhận định của Tòa án

#### Thẩm định
Hồ sơ vụ án thể hiện, để đảm bảo cho khoản vay theo Hợp đồng tín dụng thứ nhất tại Ngân hàng A của Công ty B do Trần Lưu H1 là con trai của Trần Duyên H, Lưu Thị Minh N làm Giám đốc, thì vợ chồng Trần Duyên H và Lưu Thị Minh N đã thế chấp nhà, đất tại số 432 thuộc quyền sở hữu và sử dụng của ông bà theo hợp đồng thế chấp quyền sử dụng đất và tài sản gắn liền với đất. Hợp đồng thế chấp này được công chứng và đăng ký giao dịch bảo đảm theo đúng quy định của pháp luật.
Theo giấy chứng nhận quyền sở hữu nhà ở và quyền sử dụng đất thì nhà, đất tại số 432 gồm: diện tích đất ở 147,7 m², diện tích nhà ở 85 m², kết cấu nhà bê tông và xây gạch; số tầng là 02+01. Khi thẩm định tài sản thế chấp, Ngân hàng A biết trên diện tích đất 147,7 m² ngoài căn nhà hai tầng đã được đăng ký sở hữu, còn có căn nhà 3,5 tầng chưa đăng ký sở hữu nhưng Ngân hàng A chỉ định giá quyền sử dụng đất và căn nhà hai tầng đã đăng ký sở hữu với tổng giá trị nhà, đất là 3.186.700.000 đồng, mà không thu thập thông tin, tài liệu để xem xét làm rõ nguồn gốc cũng như ai là chủ sở hữu căn nhà 3,5 tầng là thiếu sót, không đảm bảo quyền lợi của các đương sự.
Trong quá trình giải quyết vụ án, ngày 6 tháng 6 năm 2012, Tòa án nhân dân thành phố Hà Nội đã tiến hành xem xét, thẩm định tại chỗ, xác định nhà, đất số 432 có hai khối nhà (gồm: khối nhà thứ nhất diện tích chiếm đất là 37,5 m², chiều dài 5,9 m, chiều rộng 6,35 m; khối nhà thứ hai là nhà bê tông ba tầng có ban công, diện tích 61,3 m²) và hiện có 16 người thường trú, đăng ký dài hạn, thường xuyên sinh sống. Trước khi xét xử sơ thẩm, ngày 21 tháng 9 năm 2013, Trần Lưu H2 (con trai Trần Duyên H, Lưu Thị Minh N) có đơn kiến nghị gửi Tòa án nhân dân thành phố Hà Nội cho rằng sau khi được cấp giấy chứng nhận quyền sở hữu nhà ở và quyền sử dụng đất ở năm 2000, do khó khăn về chỗ ở, năm 2002, gia đình Trần Duyên H, Lưu Thị Minh N đã thống nhất để Trần Lưu H2 và những người con của bỏ tiền ra xây dựng thêm căn nhà 3,5 tầng bên cạnh căn nhà hai tầng cũ trên thửa đất nói trên. Như vậy, Tòa án nhân dân thành phố Hà Nội biết trên thực tế hiện trạng thửa đất khi thế chấp đã có hai căn nhà không đúng theo giấy chứng nhận quyền sở hữu nhà ở và quyền sử dụng đất ở năm 2000 và hợp đồng thế chấp quyền sử dụng đất và tài sản gắn liền với đất ngày 11 tháng 6 năm 2008. Khi giải quyết vụ án, mặc dù Tòa án nhân dân thành phố Hà Nội có xem xét yêu cầu của Trần Lưu H2 và những người con của vợ chồng Trần Duyên H, Lưu Thị Minh N liên quan đến căn nhà 3,5 tầng nhưng Tòa án nhân dân thành phố Hà Nội không quyết định rõ có xử lý phát mãi căn nhà 3,5 tầng hay không là không đúng, không đảm bảo quyền, lợi ích hợp pháp của các đương sự.

#### Đối chiếu
Nhận định của Hội đồng Thẩm phán Tòa án nhân dân tối cao, Quyết định 01/2017/KDTM-GĐT.
Theo quy định pháp luật về giao dịch bảo đảm thì: trong trường hợp chỉ thế chấp quyền sử dụng đất mà không thế chấp tài sản gắn liền với đất và người sử dụng đất không đồng thời là chủ sở hữu tài sản gắn liền với đất thì khi xử lý quyền sử dụng đất, chủ sở hữu tài sản gắn liền với đất được tiếp tục sử dụng đất theo như thỏa thuận giữa người sử dụng đất và chủ sở hữu tài sản gắn liền với đất, trừ trường hợp có thỏa thuận khác. Quyền và nghĩa vụ giữa bên thế chấp và chủ sở hữu tài sản gắn liền với đất được chuyển giao cho người mua, người nhận chính quyền sử dụng đất. Trong vụ án này, khi ký kết hợp đồng thế chấp quyền sử dụng đất và tài sản gắn liền với đất, bên thế chấp và bên nhận thế chấp đều biết rõ trên thửa đất của Trần Duyên H, Lưu Thị Minh N ngoài căn nhà hai tầng đã được đăng ký quyền sở hữu thì trên đất còn có một căn nhà 3,5 tầng chưa được đăng ký quyền sở hữu nhưng các bên chỉ thỏa thuận thế chấp tài sản gồm quyền sử dụng đất và căn nhà hai tầng gắn liền với đất.
Vì vậy, Tòa án cấp phúc thẩm xác định hợp đồng thế chấp quyền sử dụng đất và tài sản gắn liền với đất có một phần bị vô hiệu (phần có căn nhà 3,5 tầng); xử hủy phần quyết định của bản án sơ thẩm về phần hợp đồng thế chấp và giao hồ sơ cho Tòa án nhân dân thành phố Hà Nội để xác minh, thu thập chứng cứ xác định phần tài sản hợp pháp thuộc sở hữu của Trần Duyên H, Lưu Thị Minh N và xét xử lại là không đúng. Lẽ ra, với các tài liệu, chứng cứ trong hồ sơ vụ án, Tòa án cấp phúc thẩm cần xem xét, quyết định về xử lý tài sản bảo đảm là quyền sử dụng đất và căn nhà thuộc quyền sở hữu hợp pháp của Trần Duyên H, Lưu Thị Minh N theo quy định của pháp luật. Khi giải quyết lại vụ án, Tòa án cấp phúc thẩm cần yêu cầu đương sự cung cấp các tài liệu, chứng cứ chứng minh nguồn gốc hình thành căn nhà 3,5 tầng nêu trên để giải quyết vụ án bảo đảm quyền và lợi ích hợp pháp cho những người đã bỏ tiền ra xây dựng nhà và đang sinh sống tại đó. Đồng thời, Tòa án cấp phúc thẩm cần hỏi ý kiến, động viên, khuyến khích các đương sự thỏa thuận xử lý tài sản thế chấp.

#### Lãi chồng lãi
Ngoài ra, Tòa án cấp sơ thẩm căn cứ theo thỏa thuận của các bên trong hợp đồng tín dụng về lãi phạt chậm trả trên số lãi chưa thanh toán, lãi phạt chậm trả là quá 10 ngày kể từ ngày đáo hạn, mức lãi phạt là 2% trên số lãi chưa thanh toán; quá 30 ngày kể từ ngày đáo hạn, mức lãi phạt là 5% trên số lãi chưa thanh toán để chấp nhận yêu cầu của Ngân hàng A buộc Công ty B phải trả số tiền lãi phạt chậm trả 123.254.156 đồng là không đúng pháp luật, không được chấp nhận vì đây là lãi chồng lãi. Tòa án cấp phúc thẩm không phát hiện ra sai sót này, vẫn giữ nguyên quyết định này của bản án sơ thẩm cũng là không đúng.

### Quyết định
Từ nhận định này, Hội đồng Thẩm phán Tòa án nhân dân tối cao ra quyết định: chấp nhận kháng nghị giám đốc thẩm của Chánh án Tòa án nhân dân tối cao. Hủy bản án kinh doanh, thương mại phúc thẩm năm 2014 của Tòa Phúc thẩm Tòa án nhân dân tối cao tại Hà Nội về vụ án kinh doanh, thương mại tranh chấp hợp đồng tín dụng giữa nguyên đơn là Ngân hàng Thương mại cổ phần A, bị đơn là Công ty trách nhiệm hữu hạn B và 10 người có quyền lợi, nghĩa vụ liên quan. Giao hồ sơ vụ án cho Tòa án nhân dân cấp cao tại Hà Nội xét xử lại theo thủ tục phúc thẩm đúng quy định của pháp luật.